# Cuarta Batalla de Maturín
La Cuarta batalla de Maturín fue un enfrentamiento militar sucedido entre el 7 y el 12 de septiembre de 1814 en el contexto de la Guerra de Independencia de Venezuela entre las fuerzas de la Segunda República de Venezuela y las del Imperio español. Terminó con la victoria de las primeras.
Francisco Tomás Morales perdió más de tres mil realistas entre muertos, heridos y prisioneros cuando fue derrotado en la batalla de Maturín. La mitad de un ejército de 3.400 infantes y 3.090 jinetes.

## Fuerzas en combate
Los llaneros se agrupaban en varios regimientos de caballería con un tamaño variado y divididos según su localidad de origen, mientras que su infantería se dividía en dos regimientos (cada uno de tres batallones) y el batallón de Preferencia, además estaba una fuerza de vanguardia (que siempre pasaba doce horas antes que el grueso del ejército para evitar sorpresas) y varias partidas guerrilleras. Había también seis piezas de artillería para la campaña (al menos inicialmente), cifra bajísima en comparación a la recomendada por los manuales de la época (tres piezas por cada millar de soldados). El ejército bovista contaba con 2.000 fusiles y 4.800 lanzas (1.100 para infantería y el resto para la caballería).

## La batalla
El jefe realista Francisco Tomás Morales llegó a las afueras de Maturín el 7 de septiembre exigiendo la inmediata rendición de la ciudad, lo que fue rechazado por el coronel José Francisco Bermúdez, iniciándose el asedio de esta. Morales desplegó guerrillas alrededor de la ciudad con la esperanza de tentar a los defensores a salir de la plaza pero no tuvo éxito.
El día 12 Morales ordenó asaltar la urbe, estando cerca de la victoria con algunos cuerpos republicanos colapsando pero sus jefes lograron contenerlos. Finalmente, Bermúdez salió de la urbe en una feroz carga que tomó por sorpresa a los realistas, que incapaces de responder salieron huyendo en pánico. Morales escapó a Urica con 800 sobrevivientes para unirse a su superior, José Tomás Boves, pero cerca de ahí fue atacado y derrotado de nuevo por 400 jinetes enviados por Bermúdez en su persecución.

## Consecuencias
Tras esto José Francisco Bermúdez tomó todo el parque enemigo y 15 días después llegaron unos 400 refuerzos al mando de José Félix Ribas, al poco tiempo consiguieron reunir unos 2200 infantes y 2500 jinetes con los que salieron a enfrentar a José Tomás Boves en campo abierto.